# Copăcele
Copăcele (en ukrainien : Копашиль) est une commune de Roumanie, située dans le județ de Caraș-Severin.

## Démographie
Lors du recensement de 2011, 59,4 % de la population se déclarent ukrainiens et 36,9 % roumains (3,33 % ne déclarent pas d'appartenance ethnique et 0,36 % déclarent appartenir à une autre ethnie).

## Politique
| Parti | Parti                                      | Sièges |
| ----- | ------------------------------------------ | ------ |
|       | Parti social-démocrate (PSD)               | 4      |
|       | Parti national libéral (PNL)               | 2      |
|       | Parti Mouvement populaire (PMP)            | 1      |
|       | Alliance des libéraux et démocrates (ALDE) | 1      |
|       | Union des Ukrainiens de Roumanie (UUR)     | 1      |